# اول تامین مسکن
اول تامین مسکن (به انگلیسی:Housing First) سیاستی است که مسکن دائمی را در سریع‌ترین زمان ممکن به افراد بی‌خانمان و سایر خدمات حمایتی را پس از آن ارائه می‌دهد. این سیاست از دهه ۱۹۹۰ میلادی رواج یافت و در دهه‌های بعد به سیاست دولت در ایالات متحده و کشورهای مختلف دیگر تبدیل شد.
این سیاست جایگزینی برای سیستم ساخت پناهگاه‌های اضطراری/ انتقالی مسکن برای افراد بی‌خانمان است. به جای انتقال افراد بی خانمان از طریق «سطوح» مختلف مسکن، که به موجب آن هر سطح آنها را به «مسکن مستقل» نزدیکتر می‌کند (به عنوان مثال: از خیابان‌ها به یک سرپناه عمومی، و از یک پناهگاه عمومی به یک برنامه مسکن انتقالی، و از آنجا. به آپارتمان خود در جامعه)، «اول تامین مسکن» فرد یا خانواده بی خانمان را بلافاصله از خیابان‌ها یا پناهگاه‌های بی خانمان به محل اقامت خود می‌برد.
رویکردهای «مسکن اول» بر این مفهوم استوار است که نیاز اولیه یک فرد بی خانمان یا خانوار بی‌خانمان به دست آوردن مسکن باثبات است و دیگر مسائلی که ممکن است خانواده را تحت تأثیر قرار دهند، می‌توانند و باید پس از تهیه مسکن مورد توجه قرار گیرند. در مقابل، بسیاری از برنامه‌های دیگر بر اساس مدل «آمادگی مسکن» عمل می‌کنند - یعنی یک فرد یا خانواده باید قبل از ورود به مسکن تهیه شده برای آنان، به مسائل دیگری که ممکن است منجر به بی‌خانمانی شده باشد، بپردازد.

## اصول کلی
مسکن اول رویکردی است که مسکن دائمی و مقرون به صرفه را در سریع‌ترین زمان ممکن برای افراد و خانواده‌هایی که بی خانمانی را تجربه می‌کنند، ارائه می‌دهد و سپس خدمات حمایتی و ارتباطات با حمایت‌های مبتنی بر جامعه را فراهم می‌کند که مردم برای حفظ مسکن خود و اجتناب از بازگشت به بی خانمانی نیاز دارند.

## تاریخ
در اواخر قرن نوزدهم، دون بوسکو پیشگام هر دو مفهوم بود که بعداً به «عنوان تامین خانه اول» در ایتالیا شناخته شد.